# АЭС Саньмэнь
АЭС Саньмэнь (кит. 三门核电站) — действующая атомная электростанция на востоке Китая.  
Станция расположена на побережье Восточно-Китайского моря в уезде Саньмэнь, входящим в состав городского округа Тайчжоу провинции Чжэцзян.
Строительство электростанции Саньмэнь началось в 2009 году.  Заложены два реактора с водой под давлением типа AP1000 – разработка американо-японской компании Westinghouse — мощностью 1251 МВт каждый. Первый реактор был заложен 19 апреля 2009 года, второй 15 декабря того же года. Также на станции планировалось постройка еще двух подобных реакторов, однако строительство начато не было. 
Первоначально первые два реактора должны были быть запущены в 2013 и 2014 годах. Однако даты запуска обоих реакторов перенесены на 2016 год, позднее запуск был перенесен на более поздний срок. Причиной переноса запуска является вопрос безопасности работы реактора, требования к которому были увеличены после аварии на японской атомной электростанции Фукусима-1. Всего в техническую документацию было внесено 18 000 изменений от первоначального плана.
21 июня 2018 года состоялся запуск контролируемой цепной реакции в реакторе энергоблока 1, 17 августа — состоялся физпуск энергоблока 2.
30 июня 2018 года состоялось подключение энергоблока 1 к сети энергосистемы Китая, 24 августа — энергоблока 2.
21 сентября 2018 года энергоблок 1 АЭС Саньмэнь введен в промышленную эксплуатацию. 
5 ноября 2018 года энергоблок 2 завершена последняя проверка второго энергоблока АЭС перед сдачей его в коммерческую эксплуатацию, однако в базе данных МАГАТЭ этой датой энергоблок введен в коммерческую эксплуатацию. 
Реактор энергоблока 1 АЭС Саньмэнь стал первым действующим реактором типа АР-1000 как в Китае, так и в мире. Также такие блоки заложены помимо Китая в США, на станции Вогтль — единственной строящийся АЭС в США — на март 2023 года не запущены.

## Информация об энергоблоках
| Энергоблок | Тип реакторов | Мощность | Мощность | Начало строительства | Физпуск    | Подключение к сети | Ввод в эксплуатацию | Закрытие |
| Энергоблок | Тип реакторов | Чистый   | Брутто   | Начало строительства | Физпуск    | Подключение к сети | Ввод в эксплуатацию | Закрытие |
| ---------- | ------------- | -------- | -------- | -------------------- | ---------- | ------------------ | ------------------- | -------- |
| Саньмэнь-1 | PWR, AP1000   | 1157 МВт | 1251 МВт | 19.04.2009           | 21.06.2018 | 30.06.2018         | 21.09.2018          | —        |
| Саньмэнь-2 | PWR, AP1000   | 1157 МВт | 1251 МВт | 15.12.2009           | 17.08.2018 | 24.08.2018         | 05.11.2018          | —        |
| Саньмэнь-3 | PWR, CAP1000  | 1163 МВт | 1251 МВт | 28.06.2022           |            |                    |                     |          |
| Саньмэнь-4 | PWR, CAP1000  | 1163 МВт | 1251 МВт | 22.03.2023           |            |                    |                     |          |